# Mesochorus scabrosus
Mesochorus scabrosus är en stekelart som beskrevs av Dasch 1971. Mesochorus scabrosus ingår i släktet Mesochorus och familjen brokparasitsteklar. Inga underarter finns listade i Catalogue of Life.